# Panaxia subitalica
Panaxia subitalica là một loài bướm đêm thuộc phân họ Arctiinae, họ Erebidae.